# FTI Group
Die FTI Group mit Sitz in München war ein deutscher Reiseveranstalter; er galt als drittgrößter Reiseveranstalter nach Umsatz in Europa.
Anfang Juni 2024 wurde ein Insolvenzverfahren über die Konzernobergesellschaft FTI Touristik GmbH sowie eine Reihe anderer Konzerngesellschaften eröffnet.

## Geschichte

### Anfangszeit mit Gründer Dietmar Gunz
Die Frosch Touristik GmbH (heute: FTI Touristik GmbH) wurde 1983 als Reiseveranstalter für die Mittelmeerinseln Malta, Gozo und Comino von Dietmar Gunz und Partnern gegründet. FTI übernahm 1987 die Geschäftsanteile der 1981 gegründeten LAL Sprachreisen GmbH und 1989 die CA Ferntouristik GmbH, einen deutschen Fernreiseveranstalter. Die Frosch Software GmbH als Unternehmen für touristische Spezialsoftware sowie die UK Touristik GmbH, ein Spezialreiseveranstalter für Großbritannien und Irland, wurden 1990 gegründet. Der Schweizer Veranstalter CA Fernreisen AG (später: FTI Touristik AG) wurde 1992 von der FTI und vier Einzelgesellschaftern gegründet. In Orlando gründete FTI 1993 die CA Ferntouristik Inc., die später in FTI North America Inc. umbenannt wurde. FTI erwarb 1995 die Air-Maritime Seereisen GmbH, einen Anbieter für Fluss- und Hochseekreuzfahrten, und startete in Linz die Veranstalteraktivitäten in Österreich.
Die Dachmarke wurde 1996 eingeführt. FTI gründete die TVG Touristik Vertriebsgesellschaft mbH. Das Unternehmen übernahm den Vertrieb für den italienischen Clubreise-Anbieter Club Valtur in Deutschland und Österreich. FTI erweiterte 1998 das Programm um Städtereisen. Im selben Jahr wurde der Last-Minute-Absatzkanal 5vorFlug gegründet.

### Investoren übernehmen
Der britische Reiseveranstalter Airtours plc stieg im Mai 1998 mit rund 30 Prozent bei FTI ein. FTI brachte 1999 den eigenen Mietwagenbroker driveFTI auf den Markt. Der britische Reisekonzern Airtours/My Travel übernahm die FTI Frosch Touristik im Jahre 2000 und baute das Unternehmen als integriertes Reiseunternehmen mit der FTI Fluggesellschaft und konzerneigenen Hotels um. Der Gründer und CEO, Dietmar Gunz, verließ Ende August 2000 das Unternehmen. Die Übernahme rechnete sich aufgrund der Wirtschaftskrise und hoher Anlaufverluste in den Jahren 2001/2002 nicht. Am 1. Oktober 2003 erwarb die RM2366 Vermögensverwaltungs GmbH, eine Investorengruppe um Dietmar Gunz, das Unternehmen und führte eine Neuausrichtung durch. Der Produktbereich 5vorFlug wurde 2004 in die Tochtergesellschaft 5vorFlug GmbH ausgegliedert. Das Online-Portal zur Flug- und Reisesuche fly.de wurde 2005 gegründet. FTI baute 2006 den Multi-Channel-Vertrieb durch die Zusammenarbeit mit der Euvia Travel GmbH (Betreibergesellschaft von sonnenklar.TV) und der BigXtra Touristik GmbH weiter aus. Seit Herbst 2006 wird diese Ausrichtung durch ein Franchisekonzept der TVG unter dem Namen sonnenklar.TV Reisebüro ergänzt. Die IATA-Abteilung und das Consolidator-Geschäft des FTI Ticketshops wurden in eine eigene Gesellschaft, die FTI Ticketshop GmbH, ausgegliedert. FTI verkaufte 2007 die Air-Maritime Seereisen GmbH an deren Geschäftsführer, Alexander Gessl. Die Euvia Travel GmbH, Betreibergesellschaft von sonnenklar.TV, wurde im Dezember Tochterunternehmen von FTI, ehe sie im Jahr 2018 wieder verkauft wurde. Anfang April 2010 firmierte die Frosch Touristik GmbH um zur FTI Touristik GmbH und bezog eine neue Konzernzentrale in München. Das Unternehmen stieg 2011 wieder ins Kreuzfahrtgeschäft ein und schloss einen langfristigen Vertrag für die Spirit of Adventure, das ehemalige Traumschiff Berlin. Es wurde ab Mai 2012 als FTI Berlin von FTI Cruises eingesetzt. 2012 stieg FTI mehrheitlich bei der britischen Youtravel Group ein und übernahm den französischen Reiseveranstalter Starter, heute FTI Voyages. Ein Jahr darauf gründete es die Mietwagenmarke Meeting Point Rent-A-Car.

### Einstieg von Sawiris
Ab März 2014 war der ägyptische Hotelinvestor Samih Sawiris mit knapp einem Drittel an der FTI Group beteiligt. Seit April 2020 ist er über seine Beteiligungsgesellschaft Sostnt Luxembourg Sàrl mit 75,1 % der Anteile Mehrheitsgesellschafter. Ende 2021 zog Samih Sawiris sich aus der aktiven Geschäftsführung zurück und übergab sie seinem erstgeborenen Sohn Naguib Samih Sawiris. Im Geschäftsjahr 2018/19 reisten acht Millionen Kunden mit den Reiseveranstaltern der FTI Group. Damit wurde ein Umsatz von rund 4,1 Milliarden Euro erreicht. Zu diesem Zeitpunkt galt das Unternehmen als drittgrößter Reiseveranstalter Europas.
Im Zuge der COVID-19-Pandemie kündigte FTI im Juli 2020 an, die Kreuzfahrtsparte FTI Cruises aufzugeben und zum Jahresende abzuwickeln. Ursprünglich sollte der Betrieb der Berlin zum 1. November 2020 eingestellt werden. Nachdem das Schiff im September 2020 mit sofortiger Wirkung an die maltesische Investmentgesellschaft Royalton Investment für deren Dreamliner Cruises verkauft worden war, die den Umbau zu einer Luxusyacht plant, sagte das Unternehmen alle bis Oktober 2020 geplanten Kreuzfahrten ab.
Zu Beginn 2021 zog sich Gründer Dietmar Gunz aus der operativen Geschäftsführung zurück und übergab an Ralph Schiller. Die COVID-19-Maßnahmen führten zu einem Einbruch der Geschäftstätigkeit. Die Bundesregierung unterstützte den Konzern in dieser Phase mit 595 Millionen Euro aus dem Wirtschaftsstabilisierungsfonds. Danach hatte der Konzern im Geschäftsjahr 2022/23 einen Umsatz von 4,1 Milliarden Euro wieder erreicht, allerdings bei erneut hohen Verlusten.
Im Juli 2023 übernahm Karl Markgraf die Position des CEO von Ralph Schiller, der als stellvertretender Vorsitzender in den Aufsichtsrat wechselte.
Im Zuge einer geplanten Übernahme von FTI durch die Rewe-Tochter DER Touristik im Januar 2023 wurde bekannt, dass der Vorstandsvorsitzende Ralph Schiller in seiner damaligen Eigenschaft als Mitglied der Geschäftsführung von FTI Touristik neben weiteren (teils ehemaligen) Vorstandsmitgliedern (darunter auch der FTI-Gründer Dietmar Gunz) wegen Betrugs vorbestraft ist. Schiller wurde demnach trotz seiner Vorstrafe in die Position des CEO befördert.
Im März 2023 wurde bekannt, dass FTI bereits seit 2015 von der Reisebürokooperation RTK (Raiffeisen-Tours-Kooperation, eine Tochter der Raiffeisentouristik Group) mit geheimen Informationen der Geschäftszahlen tausender Reisebüros ohne deren Wissen versorgt wurde. FTI hatte dadurch Zugriff auch auf die Umsätze, die Reisebüros mit konkurrierenden Reiseveranstaltern machten.
Im April 2024 wollte ein Konsortium um den US-Finanzinvestor Certares die FTI-Gruppe übernehmen. Im Rahmen der Übereinkunft sollte das Konsortium, dem auch die Familie Sawiris angehört, für einen symbolischen Betrag von einem Euro alle Gesellschafteranteile übernehmen, ebenso die Schulden in dreistelliger Millionenhöhe. Zudem wurde der FTI frisches Kapital in Höhe von 125 Millionen Euro zugesichert. Zum förmlichen Abschluss dieser Übernahme ist es jedoch bis zum Insolvenzantrag am 3. Juni 2024 nicht mehr gekommen.

### Insolvenz
Am 3. Juni 2024 hat die Obergesellschaft des Unternehmens beim Amtsgericht München einen Antrag zur Eröffnung eines Insolvenzverfahrens eingereicht. Es folgte die Insolvenz weiterer Konzerngesellschaften. Die Bundesregierung war nicht mehr zur weiteren finanziellen Unterstützung bereit, wie dies während der COVID-19-Pandemie mit rund 600 Millionen Euro geschah. Der vorläufige Insolvenzverwalter Axel Bierbach hat alle bei FTI gebuchten Pauschalreisen mit Wirkung ab dem 6. Juli 2024 storniert.